# Saint-Paul, Orne
Saint-Paul là một xã ở tỉnh Orne Hauts-de-France tây bắc nước Pháp. Xã Saint-Paul, Orne nằm ở khu vực có độ cao trung bình 273 mét trên mực nước biển.